# Greenreport.it
Greenreport.it è un quotidiano online italiano edito da Sicrea Srl, un'agenzia di marketing e comunicazione con sede a Firenze.
Fondato nel 2006, greenreport.it rappresenta il primo caso di quotidiano italiano – sia cartaceo che online – il cui servizio informativo indipendente sia espressamente ispirato ai principi dettati dall'economia ecologica.
Alla direzione della testata si sono succeduti Luciano De Majo, Diego Barsotti, Alessandro Farulli, Luca Aterini, Erasmo D'Angelis .
Individuato dal Climate Media Center Italia  tra i punti di riferimento per l'informazione sull'ambientalismo scientifico,  ai lavori pubblicati su greenreport.it è stato assegnato il premio nazionale “Giornalisti per la sostenibilità” (2019 ) e per due edizioni (2018  e 2024 ) il premio giornalistico ANEV - Giuseppe Pasqualicchio “Energia del Vento”; nel 2023 la testata entra a far parte della coalizione "Stampa libera per il clima"  promossa da Greenpeace Italia, mentre dal 2024 greenreport.it è nominato tra i GreenHeroes italiani  da Kyoto club e Alessandro Gassmann.
Suddiviso in pagine dedicate alla cronaca nazionale ed internazionale con altre specificamente inerenti  il territorio della Regione Toscana, il progetto editoriale di greenreport.it ha l'intento esplicitato di filtrare le notizie proposte attraverso un'analisi improntata ai fondamenti riconducibili al concetto di sostenibilità inteso nel suo spettro più ampio, economico, ecologico e sociale.
Oltre alla presenza di un nucleo redazionale stabile, greenreport.it si avvale della collaborazione di numerose firme a vario titolo legate alla promozione di una riconversione sostenibile del paradigma economico predominante: tra queste firme, presenti e passate, è possibile annoverare Pietro Greco, Gianfranco Bologna, Massimo Serafini, Enrico Falqui, Mario Tozzi, Annalisa Corrado, Rossella Muroni, Ermete Realacci, Edo Ronchi, Francesco Ferrante e Roberto Della Seta.